# سیارک ۲۵۳۶۶
سیارک ۲۵۳۶۶ (به انگلیسی: 25366 Maureenbobo، نامگذاری:1999TH30) بیست و پنج هزار و سیصد و شصت و ششمین سیارک کشف شده‌است که در ۴ اکتبر ۱۹۹۹ کشف شد.
قدر مطلق سیارک برابر ۱۳.۵ است.